# Sean Parker

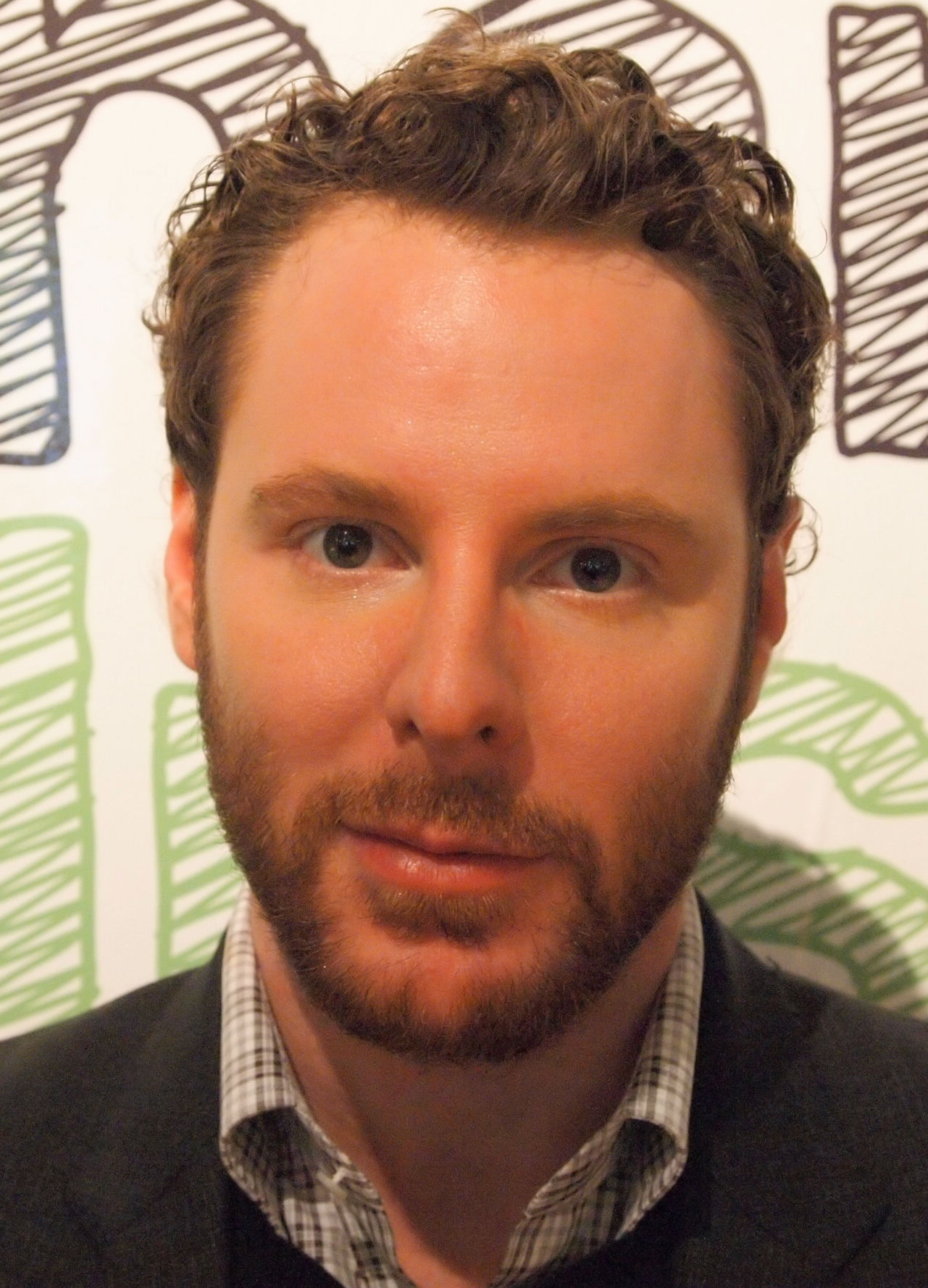
Sean Parker (2011)

Sean Parker (* 3. Dezember 1979) ist ein US-amerikanischer Internet-Unternehmer. Er ist Mitbegründer von Napster, Plaxo und Causes, und war ein Berater der Facebook Inc.

## Leben
Parker erhielt seine Ausbildung an der Oakton High School bis 1998. 1999 beteiligte sich Parker als Mitgründer an der Musiktauschbörse Napster. Napster musste wegen Urheberrechtsverletzungen auf Betreiben der Recording Industry Association of America 2001 eingestellt werden, gründete sich später aber wieder neu.
Im November 2002 begründete Parker die Plaxo, Inc. mit, ein kalifornisches Unternehmen, das Social-Network-Dienstleistungen und -Software zur dezentralen Verwaltung von vernetzten Online-Adressbüchern anbietet. Er verließ das Unternehmen nach unbekannten Streitigkeiten mit Sequoia Capital und Ram Shriram.
2004 begann Parker das Facebook-Team zu beraten und erhielt 7 % der Anteile an Facebook. Als Parker wegen Kokainbesitzes verhaftet worden war, wurde er dazu gezwungen, Facebook zu verlassen.
Seit 2006 arbeitete Parker beim kalifornischen Risikokapitalunternehmen  The Founders Fund  als Managing Partner. Während seiner Arbeit dort wurde er 2009 auf den Musikstreaming-Dienst Spotify aufmerksam und kontaktierte dessen Gründer Daniel Ek. Kurz darauf investierte Parker 15 Millionen US-Dollar in Spotify und wurde später Mitglied des Board of Directors.
2015 gründete er mit seiner Ehefrau Alexandra die Parker Foundation, die sie mit einem Betrag von 600 Mio. US-Dollar ausstatteten. Die Stiftung widmet sich der Förderung der Wissenschaft („Life Sciences“), der öffentlichen Gesundheit und des bürgerlichen Engagements. Aufgrund dessen wird er gelegentlich zur Longevity-Bewegung gerechnet, die strategische Philanthropie und Forschungsförderung zur Verminderung des Alterns betreibt.

## Rezeption
In dem im Jahr 2010 erschienenen Film The Social Network wird unter anderem die Rolle Parkers bei der Entstehung von Facebook und seine Bekanntschaft zum Facebook-Gründer Mark Zuckerberg thematisiert. Die Rolle von Sean Parker übernahm Justin Timberlake. Sean Parker selbst bezeichnete den Film jedoch als komplett erfundene Geschichte („a complete work of fiction“).

## Kritik
Am 1. Juni 2013 heiratete Parker Alexandra Lenas im Pfeiffer Big Sur State Park. Die Hochzeit soll 10 Millionen Dollar gekostet haben. Jeder Gast bekam ein Kostüm im Stil von Der Herr der Ringe. Er mietete einen Campingplatz mit geschützten Küstenmammutbäumen (Redwoods). Er ließ Ruinen mit Steintoren und Mauern um bestehende Lebensräume und Mammutbäume herum bauen. Ein künstlicher Teich wurde ausgehoben. Eine Steinbrücke über den Teich wurde angelegt. Über 100 Topfbäume und Pflanzen wurden gepflanzt und im Wald wurde eine Beleuchtung installiert. Zusätzlich zu den nicht genehmigten Bauarbeiten wurden auf dem Gelände auch Zelte und Generatoren aufgestellt, um die Veranstaltung zu erleichtern. Widerrechtlich schloss man den Platz für die Öffentlichkeit. Eine erforderliche Genehmigung wurde nicht eingeholt. Parker reagierte, indem er seine Zusammenarbeit mit dem Verein Save the Redwoods League hervorhob. Parker spendete der California Coastal Commission als Wiedergutmachung 2,5 Millionen Dollar und ließ eine Strandkarten-App erstellen.

## Vermögen
Auf der Forbes-Liste 2018 wird das Vermögen von Sean Parker mit etwa 2,7 Milliarden US-Dollar angegeben, womit er Platz 302 auf der Liste einnimmt. 2017 prognostizierte er in einem Interview mit Axios: „Weil ich Milliardär bin, werde ich Zugang zu einer besseren Gesundheitsversorgung haben, [...] Ich werde sicherlich um die 160 Jahre alt werden und Teil einer neuen Klasse von, gewissermaßen, unsterblichen Overlords sein“.

## Einzelbelege
1. ↑  Sawers, Paul: You have to see this email from Sean Parker in 2009 pitching his interest in Spotify. thenextweb.com, 7. Oktober 2011.
2. ↑  Napster founder Sean Parker: 'Spotify will overtake iTunes in two years'. nme.com, 16. März 2012
3. ↑  Levy, Stephen: Steven Levy on Facebook, Spotify and the Future of Music. Wired.com, 21. Oktober 2011
4. ↑  https://parker.org/about/foundation
5. ↑  Lakshmi Varanasi: OpenAI’s Sam Altman is the latest tech entrepreneur making a play to extend the human lifespan. Here are 15 of the world's wealthiest entrepreneurs trying to crack the code of living forever. In: Business Insider. 8. März 2023, abgerufen am 6. April 2023 (amerikanisches Englisch).
6. ↑  Mike Butcher: Sean Parker calls The Social Network “a complete work of fiction”. TechCrunch Europe, 23. Januar 2011, abgerufen am 24. Januar 2011 (englisch).
7. ↑  New Government Documents Show the Sean Parker Wedding Is the Perfect Parable for Silicon Valley Excess The Atlantic vom 4. Juni 2013
8. ↑  Sean Parker Responds to Redwoods Wedding Criticism, and His Defense Is Actually Pretty Convincing The Atlantic vom 6. Juni 2013
9. ↑  Sean Parker. In: forbes.com. Abgerufen am 16. Februar 2024 (englisch).
10. ↑  Mike Allen: Sean Parker unloads on Facebook: “God only knows what it's doing to our children's brains”. In: Axios. 9. November 2017, abgerufen am 6. April 2023 (englisch).
11. ↑  David Moscrop: Superreiche wollen ewig leben. Das ist ein Problem für uns alle. In: Jacobin. 5. April 2023, abgerufen am 6. April 2023.

| Personendaten    | Personendaten                          |
| ---------------- | -------------------------------------- |
| NAME             | Parker, Sean                           |
| KURZBESCHREIBUNG | US-amerikanischer Internet-Unternehmer |
| GEBURTSDATUM     | 3. Dezember 1979                       |